# Szabó Tamás (zenész)
Szabó Tamás (Budapest, 1984. április 10. –) magyar zenész. Az egykori The Moog magyar indie-zenekar énekese, dalszerzője, dalszövegírója és billentyűse. A Kertész Imre Intézet programigazgatója.

## The Moog
Szabó Tamás a középiskolai osztálytársaival, Dorozsmai Gergővel és Bajor Ádámmal 2004-ben alapították a The Moog zenekart. Később Szabó Csaba és Ladányi Norbert csatlakoztak a zenekarhoz.
2012-ben a The Moog az Egyesült Államokban, a The B-52’s előzenekaraként turnézott. Egy interjúban az Origó-n, Szabó Tamás elmondta, hogy a koncertek után sok középkorú nő akart közös fotót a zenekarral. Szabó Tamás hozzátette, hogy most a középkorú nőkre kell összpontosítani mint a célközönségre, nem pedig a tizenéves lányokra, ahogyan a zenekar korábban csinálta.
Egy interjúban a magyar Marie Claire-lel Szabó Tamás azt mondta, hogy amikor az amerikai Musick Records kiadó szerződtette őket, és Jack Endinoval befejezhették az első lemezüket, először nagyon megrémültek. Később azonban Endino-t apa típusú barátságos személynek találták, aki ropit evett és kopott pólót viselt.
2013. január 11-én Szabó Tamással interjút készített a Magyar Rádió, ahol megkérdezték az Amerikai Egyesült Államokban a The B-52'szal közös turnén szerzett tapasztalatairól.
2014-ben Szabó egy 444.hu interjúban mondta, hogy szereti a homoszexuális diszkót és a dark-rock gitár hangzását, azt állítva, hogy zenei stílusát nem lehet egyszerűen bekategorizálni.

## Diszkográfia
A The Moog-gal:
Albumok
- Sold for Tomorrow (2007)
- Razzmatazz Orfeum (2009)
- Seasons in the Underground (2012)

Kislemezek
- You Raised the Vampire (2009)

## Egyéb tevékenységek
2014-ben Szabó elindította saját, T'arts nevű ruházati márkáját.
2014-ben Szabó együttműködött Alba Hyseni magyar-albán indie-művésszel és a The Buckingham projekttel.

## Hangszerek
- Billentyűzet: Moog szintetizátor

## Fordítás
- Ez a szócikk részben vagy egészben  a   Tamás Szabó (musician) című angol Wikipédia-szócikk ezen változatának fordításán alapul.  Az eredeti cikk szerkesztőit annak laptörténete sorolja fel. Ez a jelzés csupán a megfogalmazás eredetét és a szerzői jogokat jelzi, nem szolgál a cikkben szereplő információk forrásmegjelöléseként.

## Kapcsolódó szócikk
- Poniklo Imre